# Chiesa di San Francesco a Bonistallo
La chiesa di San Francesco a Bonistallo si trova a Poggio a Caiano, su di una collina chiamata Bonistallo.

## Storia

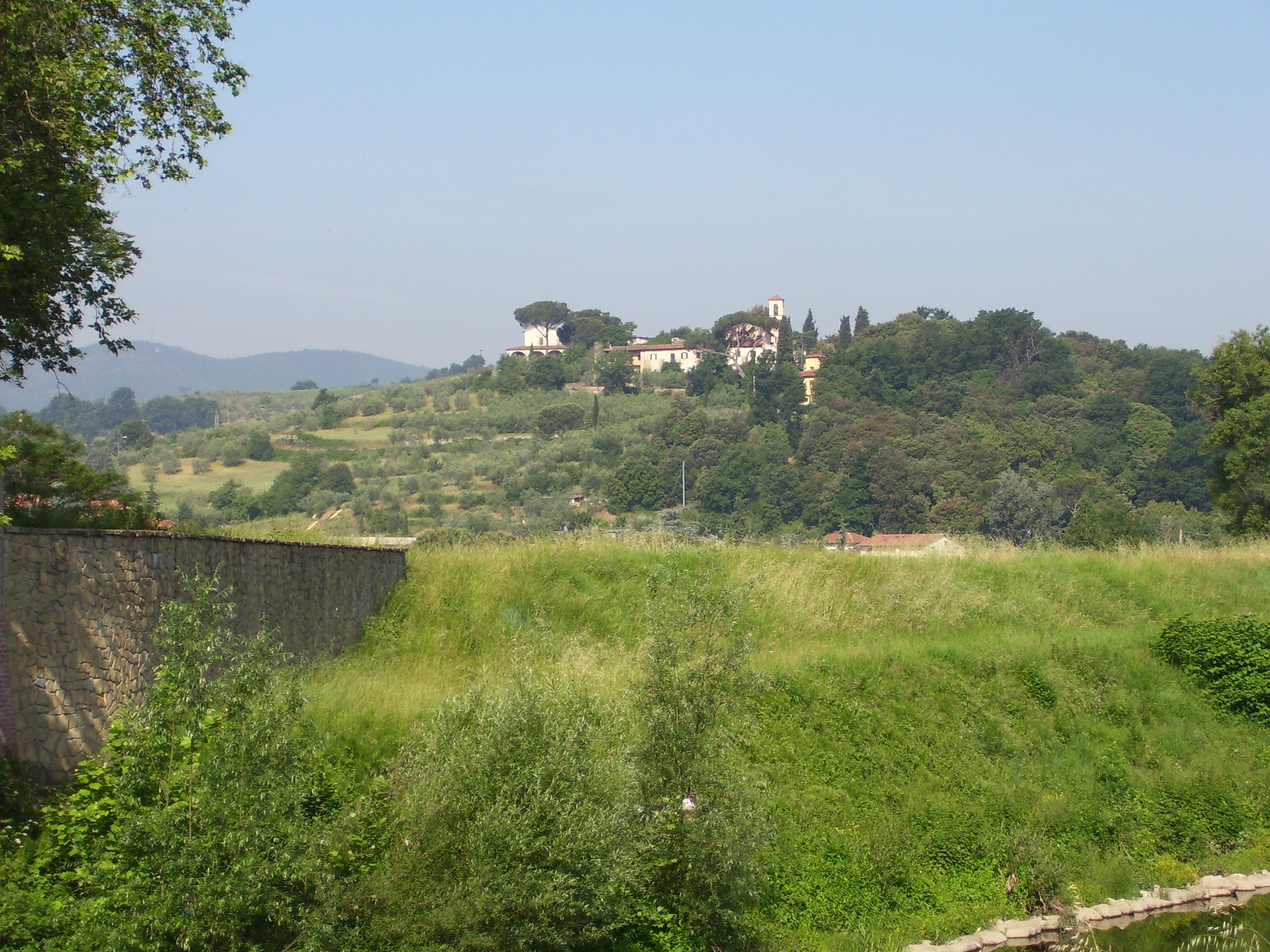
La collina di Bonistallo, l'edificio sulla sinistra parzialmente coperto dagli alberi, è la chiesa di San Francesco, mentre a destra si intravede il campanile di Santa Maria.

L'oratorio della Compagnia delle Sacre Stimmate, eretto l'anno 1600, divenne sede parrocchiale con decreto del vescovo di Pistoia e Prato, monsignor Gabriele Vettori in data 10 maggio 1922. L'antica chiesa di Santa Maria Assunta a Bonistallo era infatti stata venduta e soppressa nel 1902 per pagare i debiti della nuova chiesa, l'attuale propositura di Santa Maria del Rosario, di Poggio a Caiano, dove era stata spostata la parrocchia.
La chiesa ebbe una particolare cura dei Granduchi di Toscana, che nelle vicinanze possedevano la villa medicea di Poggio a Caiano. Nell'antica chiesa di Santa Maria Assunta a Bonistallo furono sepolte "in quattro mezzine" le viscere di Francesco I de' Medici e Bianca Cappello, morti proprio alla villa, il cui ritrovamento ha fatto sospettare il loro avvelenamento da arsenico, ipotesi tuttavia non confermata da successivi studi scientifici.

## Descrizione
La chiesa di San Francesco si erge alta su un terrapieno, preceduta da un portico ottocentesco che conserva numerose lapidi. La chiesa a unica navata, coperta da una volta a botte ribassata, presenta un interno settecentesco. Sopra le quattro porte laterali, cartelle mistilinee incorniciano rilievi in stucco.
Fra le opere, Gesù Cristo benedicente e i santi Francesco e Lorenzo, di Fra Felice da Sambuca, al secolo Gioacchino Viscosi, attivo in Toscana a partire dal 1777; e la Madonna del Rosario con i santi Domenico e Caterina, tela centinata dipinta nel 1623 da Matteo Rosselli. Dietro l'altare principale si trova una tela di Francesco Inverni che raffigura San Francesco in ginocchio intento a pregare (1986).